# Cueca boxer

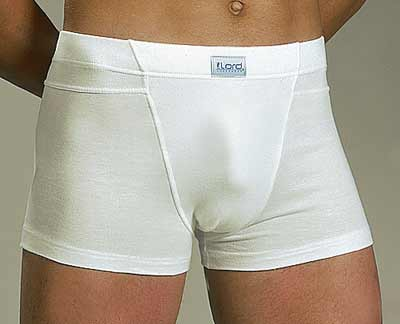
Um tipo de Boxers, as primeiras a serem fabricadas

Boxer ou cueca boxer (em inglês: Boxer briefs) é um modelo de roupa íntima masculina, ainda que hoje também possua modelos femininos. Como outras peças de vestuário íntimo, serve para tapar e proteger os órgãos sexuais. Estende-se sobre as pernas como a samba-canção (boxer shorts), mas são mais apertados junto ao corpo, como a cueca slip, da qual se difere, essencialmente, por reduzir a pressão feita na zona da virilha. Muitas boxers têm uma abertura para facilitar a micção masculina, sem ter de desapertar as calças.
As boxers foram criadas nos Estados Unidos a partir da censura sobre os materiais usados na TV naquele país, quando, na década de 1970, decidiu-se que mostrar uma pessoa de cuecas era "indecente"; um estilista "reinventou" então o moderno "boxer-short" (cueca samba canção).

## Modelos

### Boxer
É o modelo boxer propriamente dito. Chegam até um pouco acima do meio da coxa.

### Boxer Long Leg
Modelo que chega até acima do joelho. É por vezes classificado como mera variação do modelo boxer principal.

### Sungão
Modelo criado na década de 2010, é um meio-termo entre o boxer e o slip. Por vezes, é classificado como um modelo de cueca à parte do boxer.

## Galeria

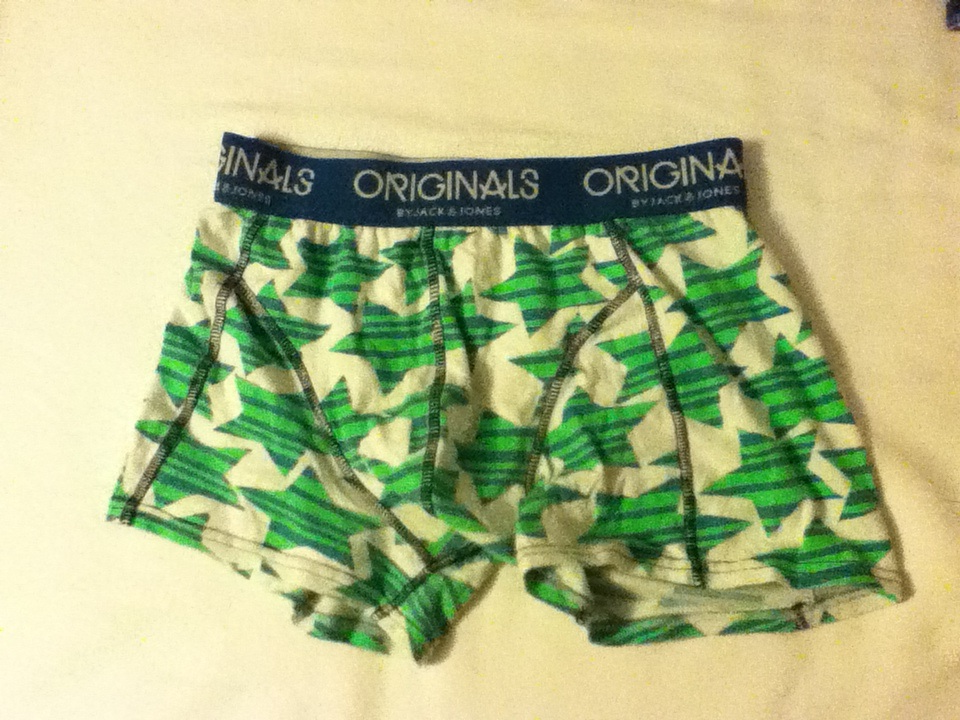
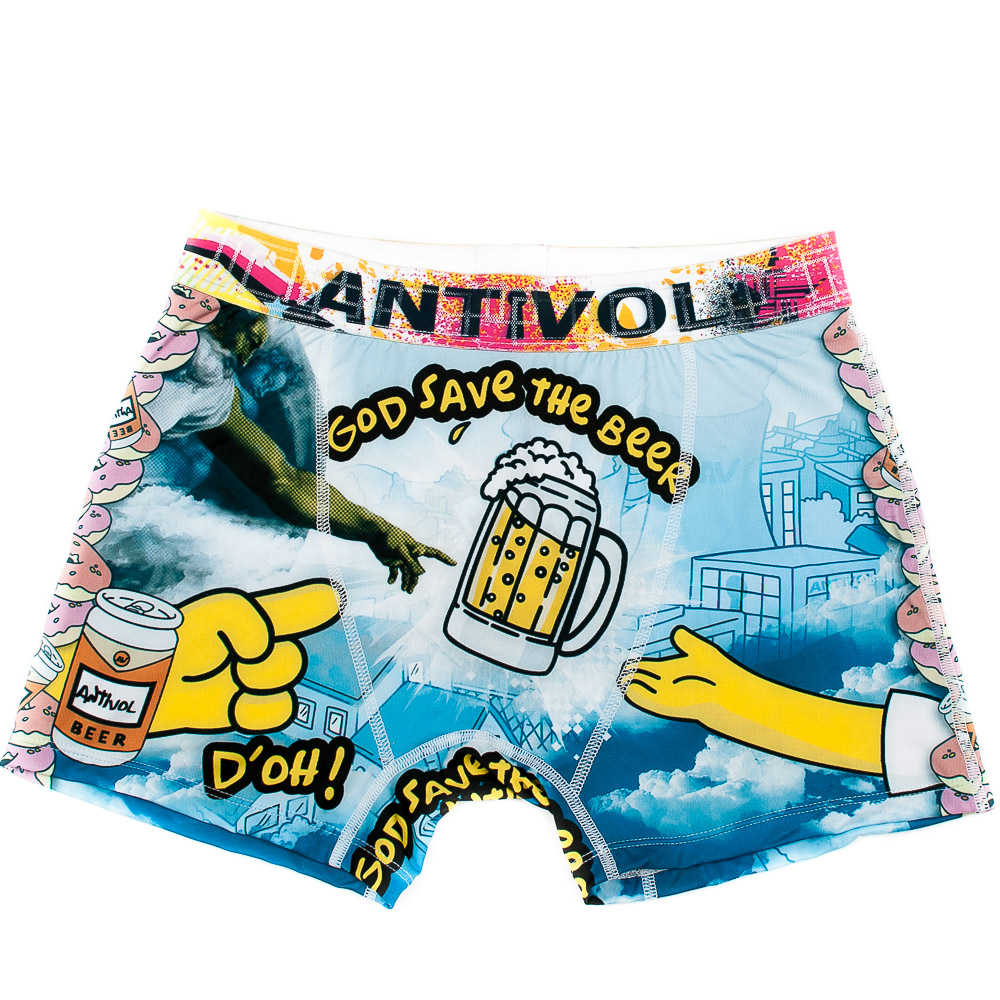
-->
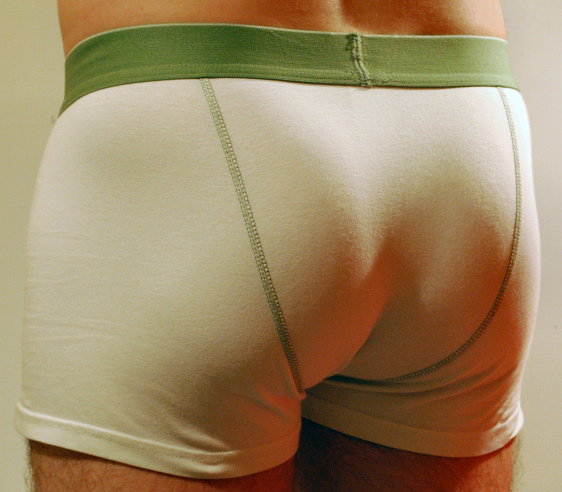
--><!-->